# Henrietta Szold

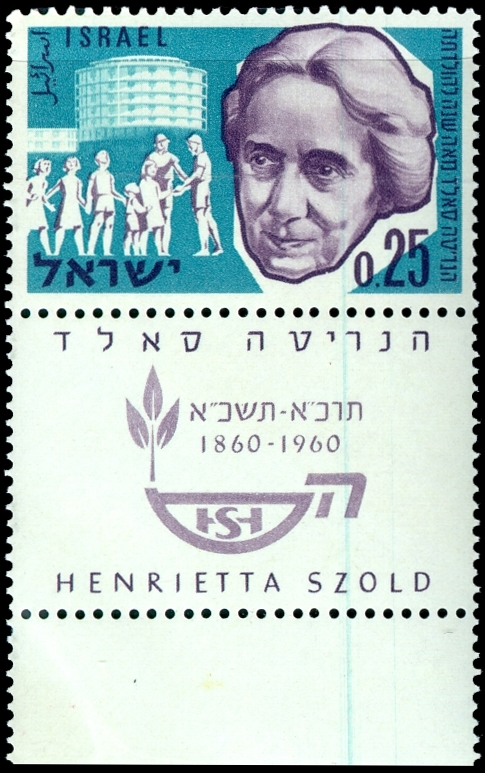
Timbre à l'effigie d'Henrietta Szold.

Henrietta Szold, née le 21 décembre 1860 à Baltimore et morte le 13 février 1945 à Jérusalem, est une militante juive sioniste américaine, fondatrice de la Hadassah, l'organisation des femmes sionistes d'Amérique. En 1942, elle cofonde l'Ihud, un parti politique dans la Palestine mandataire, orienté vers la solution d'un État binational.

## Biographie
Henrietta Szold est née à Baltimore dans l'État du Maryland. Elle est la fille du rabbin Benjamin Szold, qui est le chef spirituel de la synagogue Temple Oheb Shalom de Baltimore. Elle est l'ainée de huit autres filles. En 1877, elle obtient un diplôme d'étude secondaire de la Western High School. Pendant quinze ans, elle enseigne à l'école de Miss Adam et à l'école religieuse d'Oheb Shalom, et donne aussi des cours pour les adultes sur la Bible et l'histoire juive. Hautement qualifiée en études juives, elle rédige le Dictionnaire talmudique du professeur Marcus Jastrow. Pour compléter sa propre éducation, elle suit les cours publics à l'université Johns Hopkins et à l'Institut Peabody.
Szold fonde à Baltimore la première école du soir américaine pour l'enseignement de la langue anglaise et une formation professionnelle aux immigrés juifs arrivant de Russie. Au début 1893, elle travaille comme éditeur pour la Jewish Publication Society (JPS), un poste qu'elle occupera pendant plus de 23 ans. Seule femme à la JPS, Szold va traduire des douzaines d'ouvrages, écrire des articles, éditer des livres et superviser elle-même de 1904 à 1908 la publication des premiers American Jewish Year Book. Elle collabore aussi à la compilation de la Jewish Encyclopedia.
En 1902, Szold poursuit des études supérieures en judaïsme au Jewish Theological Seminary (Séminaire théologique juif). Comme cette école rabbinique est réservée aux hommes, Szold demande à Solomon Schechter, président de l'école, de la laisser étudier, ce qu'il lui permet sous la condition qu'elle ne cherche pas à être ordonnée. Ses très bons résultats lui font gagner le respect des autres étudiants ainsi que du corps professoral.
Son engagement pour le sionisme est renforcé par son voyage en Palestine en 1909. En 1912, elle fonde Hadassah et en est le président jusqu'en 1926. En 1933, elle émigre en Palestine et participe à l'Alya des jeunes, une organisation qui sauva 30 000 enfants juifs de l'Europe sous le joug nazi.

## Sionisme et origine d'Hadassah
En 1896, un mois avant que Theodor Herzl ne publie son œuvre majeure, Der Judenstaat, Szold décrit sa vision d'un État juif en Palestine comme refuge pour la diaspora juive et pour régénérer la culture juive. En 1898, l'Organisation sioniste d'Amérique élit Szold comme la seule femme de son comité exécutif. Pendant la Première Guerre mondiale, elle est la seule femme du Comité exécutif provisoire pour les affaires générales sionistes.

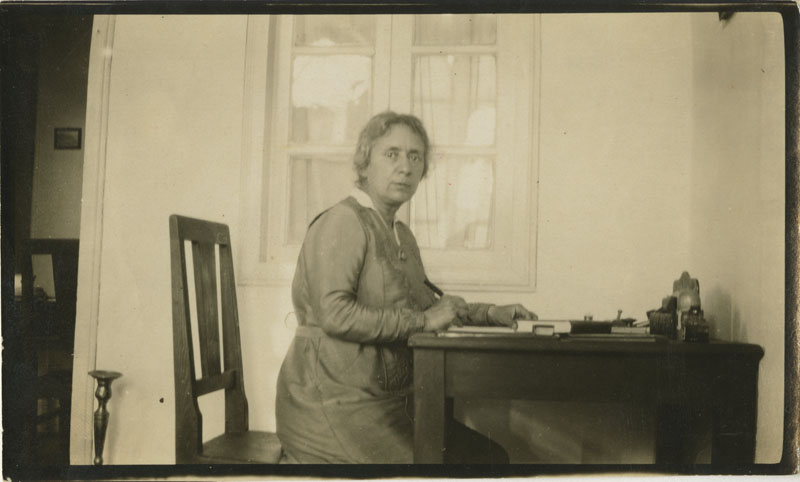
Szold chez elle à Jérusalem vers 1922.

En 1909, à l'âge de 49 ans, Szold se rend en Palestine pour la première fois et découvre la mission de sa vie: la santé, l'éducation et le bien-être du Yichouv (la communauté juive en Palestine avant la création de l'État d'Israël). Szold s'associe à six autres femmes pour fonder l'Hadassah, une association qui recrute des femmes juives américaines pour améliorer le système de santé en Palestine. Le premier projet d'Hadassah est la mise en place d'un programme d'infirmières à domicile à l'américaine à Jérusalem. Hadassah finance des hôpitaux, une école médicale, des centres de soins dentaires, des cabinets de radiologie, des centres de médecine infantile, des soupes populaires et d'autres services pour les habitants juifs et arabes de Palestine. Szold persuade ses collègues que ces services, ouverts à tous, Juifs et non Juifs, sont cruciaux pour la survie juive en Terre sainte. En octobre 1934, Szold pose la première pierre du nouvel hôpital universitaire Rothschild-Hadassah sur le mont Scopus.
Dans les années 1920 et 1930, elle est partisan de Brit Shalom, une petite association politique militant pour l'unité judéo-arabe et pour un État binational. En 1942, elle est une des cofondateurs du parti politique " Ihoud " qui défend le même programme.

## Vie personnelle
Szold ne s'est jamais mariée et à sa grande tristesse, n'a pas eu d'enfant. Alors qu'elle est âgée d'une quarantaine d'années, elle éprouve un amour non partagé avec le rabbin Louis Ginzberg, un érudit talmudique. Il a quinze ans de moins qu'elle et n'a que des sentiments platoniques à son égard. Quand leur relation prit fin, elle exprima toute sa tristesse: « Aujourd'hui, cela fait quatre semaines que ma seule véritable joie a été tuée. » Plusieurs années après, elle dira: « J'aurai échangé n'importe quoi pour avoir mon propre enfant. » 

## Mort et sépulture
Le 13 février 1945, Henrietta Szold meurt à l'âge de 84 ans, à l'hôpital Hadassah, l'hôpital qu'elle a elle-même aidé à construire à Jérusalem. Elle est enterrée au cimetière juif du mont des Oliviers à Jérusalem.
De 1948 à 1967, le mont des Oliviers est séparé du reste de Jérusalem par la guerre civile de 1947-1948 en Palestine mandataire et les accords d'armistice israélo-arabes de 1949. Après qu'Israël ait repris le contrôle de cette région pendant la guerre des Six Jours, Kalman Mann, alors directeur général du centre médical Hadassah s'est rendu avec un groupe de rabbins au cimetière pour évaluer l'état de la tombe de Szold. Ils constatèrent qu'une route avait été construite dessus par les Jordaniens et que de nombreuses tombes avaient été vandalisées. Ils réussirent néanmoins à identifier l'endroit où reposait Szold. La tombe a été depuis reconstruite et une nouvelle pierre tombale déposée lors d'une cérémonie officielle.

## Kaddish d'enterrement
Henrietta Szold est la plus âgée de ses sept sœurs, et n'a pas de frère. Dans le judaïsme orthodoxe, les femmes ne récitent pas le Kaddish d'enterrement. En 1916, la mère de Szold meurt, et un ami de la famille, Hayim Peretz, se propose de réciter le Kaddish. Dans une lettre adressée à Peretz, Henrietta Szold le remercie, mais annonce qu'elle le fera elle-même.
« Je sais bien, et j'apprécie ce que vous dites concernant la coutume juive; et la coutume juive m'est très chère et sacrée. Et pourtant, je ne peux pas vous demander de dire le Kaddish pour ma mère. Le Kaddish signifie pour moi que la descendance, publiquement et de façon marquée, manifeste son souhait et son intention d'assumer la même relation avec la communauté juive que celle qu'avaient ses parents et que la chaine de traditions reste ininterrompue de génération en génération, chacune ajoutant son propre lien. Vous pouvez faire cela pour les générations de votre famille. Je dois le faire pour les générations de ma famille.  »
La réponse de Szold à Peretz est citée dans Les femmes et le Kaddish d'enterrement, un responsum écrit par le rabbin David Golinkin. Ce responsum, adopté unanimement par le Va'ad Halakhah (Comité des lois) de l'assemblée rabbinique d'Israël, permet aux femmes de réciter le Kaddish d'enterrement en public en présence d'un Minian. Szold est religieusement traditionnelle mais prône un rôle plus important pour les femmes dans le judaïsme rabbinique.

## Commémoration
Le kibboutz Kfar Szold, en Haute Galilée a été nommé en son honneur.
Le Palmah, en reconnaissance de son implication dans l'Alya des jeunes, nomma un des bateaux d'immigration illégale, le Henrietta Szold. Ce bateau transportant des immigrants de l'orphelinat de Kephissia à Athènes, quitta le port du Pirée le 30 juillet 1946 avec 536 personnes à bord et arriva le 12 août 1946. Après avoir résisté, les passagers furent arrêtés et transportés à Chypre.
L'Institut Henrietta Szold, institut national de recherche en sciences du comportement, situé à Jérusalem, est nommé d'après elle. Cet institut est le principal centre de formation et d'intervention comportementale en Israël.
L'école publique 134 dans Lower East Side à Manhattan (New York) porte son nom.
En 2007, Henrietta Szold entre au National Women's Hall of Fame.
En Israël, il a été décidé que la Fête des Mères serait célébrée le jour anniversaire de la mort de Szold, c’est-à-dire le 30 Shevat.
Dans la partie nord-ouest de Baltimore, ville natale de Szold, une petite rue dans un quartier résidentiel avec des maisons des années 1950 a été nommée Szold Drive. La partie la plus au nord de la rue se trouve dans le comté de Baltimore.
À New York, Szold Place, anciennement Dry Dock Street, s'étend de la East 10th Street jusqu'à la East 12th Street dans le quartier de East Village de Manhattan.